# Veliocases
Los veliocases (en latín, Veliocasses) fueron un pueblo de la Galia Bélgica, al norte del Sécuana, mencionado por César. Según él disponían de 10 000 hombres pero es posible que se refiriese a ellos y a los viromanduos juntos. Plinio los menciona como Vellocasses y Ptolomeo como Oueneliokasioi. En tiempos de Augusto fueron incluidos en la Lugdunense. Su capital era Rotomagus (Rouen). Tenían como vecinos a los cáletes. Una buena parte de su territorio fue después el Vexin (entre los ríos Andelle y Oise) dividido en Vexin normando y Vexin francés por el río Epte.